# محمد درودیان
محمد درودیان (زاده ۱۳۳۸ تهران) مورخ و نویسنده ایرانی است، که در زمینه نگارش تاریخ جنگ ایران و عراق فعالیت می‌کند.
وی دانش‌آموختهٔ کارشناسی تاریخ از دانشگاه شهید بهشتی می‌باشد. از درودیان تاکنون ۱۵ جلد کتاب به چاپ رسیده است. وی از برگزیدگان سی‌ویکمین دوره جایزه کتاب سال و برنده هشتمین دوره جایزه کتاب سال دفاع مقدس می‌باشد.

## زندگی‌نامه
محمد درودیان در سال ۱۳۳۸ در تهران و در محلهٔ شاپور (خیابان وحدت اسلامی فعلی) زاده شد. پدرش علی درودیان از دوستان و معاشران سید احمد طالقانی (پدر جلال آل احمد) بود. پیش از وقوع انقلاب ۱۳۵۷ وی فعالیت‌های سیاسی بر علیه رژیم پهلوی را با مشارکت محسن رشید آغاز نمود، که این فعالیت‌ها منجر به دستگیری آنان شد.
با آغاز جنگ ایران و عراق درودیان به‌همراه محسن رشید، ابراهیم محمدزاده و هادی نخعی، اقدام به ایجاد تشکیلاتی برای ثبت و حفظ اطلاعات تاریخی جنگ نمود، که این فعالیت‌ها منجر به تأسیس مرکز مطالعات و تحقیقات جنگ گردید و بعدها به نام مرکز اسناد و تحقیقات دفاع مقدس تغییر نام یافت. 
درودیان چندین دوره مسئولیت مرکز مطالعات و تحقیقات جنگ را برعهده داشت. پس از پایان جنگ وی اقدام به ادامه تحصیلات خود در حوزه تاریخ نمود. او دانش‌آموختهٔ کارشناسی تاریخ از دانشگاه شهید بهشتی است. از وی تاکنون پانزده جلد کتاب به چاپ رسیده است.
درودیان جزو برگزیدگان سی‌ویکمین دوره جایزه کتاب سال (۱۳۹۱) و برنده جایزه کتاب سال دفاع مقدس (دوره هشتم) است.

## نظریات

### ابوالحسن بنی‌صدر
محمد درودیان با تأیید نظر علی شمخانی، احتمال خیانت ابوالحسن بنی‌صدر در جنگ ایران و عراق را رد کرده می‌نویسد: 
امیر شمخانی به درستی بر این باور بوده و هست که؛ بنی صدر از نظر سیاسی- اجتماعی بدنبال پیروزی در جنگ بود، زیرا تنها از این طریق موقعیت سیاسی وی تحکیم می‌شد، اما به دلایل قابل‌توجهی که نیاز به بررسی دارد، از انجام آن ناتوان بود و شکست خورد.

### ترور صیاد شیرازی
درودیان گفته سرتیپ احمدرضا پوردستان؛ فرمانده وقت نیروی زمینی ارتش، در مورد نقش مستقیم علی صیاد شیرازی در سرکوب عملیات مرصاد و احتمال ترور او به دلیل انتقام‌گیری سازمان مجاهدین خلق را رد می‌کند. 
شهید صیاد در زمان عملیات مرصاد، نماینده امام در شورای‌عالی دفاع بود. در حالی‌که در اظهارات امیر پوردستان، از شهید صیاد به‌عنوان «مسئول بازرسی ستاد کل نیروهای مسلح» نام برده شده‌است. در این اظهارات، عقب‌نشینی منافقین در عملیات مرصاد به فعالیت‌های شهید صیاد نسبت داده شده‌است. با فرض اینکه به گفته ایشان شهید صیاد معاون بازرسی ستاد کل بوده، در حالی‌که هیچ نیرویی تحت فرماندهی ایشان نبوده، چگونه امکان دارد عقب‌نشینی منافقین ناشی از عملکرد ایشان باشد؟ در حالی‌که باید شکست منافقین را مستند به عملکرد نیروهای میدان نبرد و نه صرفاً به شناخت یا شهامت کم‌نظیر شهید صیاد و حضور میدانی ایشان ارجاع داد.» او با استناد به یک سند مکالمه بین یک افسر عراقی و نماینده سازمان مجاهدین خلق، اقدام منافقین برای ترور صیاد شیرازی را سفارش صدام و در واکنش به ترور فرزند وی «عدی» می‌داند. برابر این اسناد، صدام ترور هاشمی رفسنجانی را پیشنهاد می‌کند که مجاهدین به دلیل ناتوانی برای عبور از حلقه حفاظتی ایشان، ترور صیاد را به‌عنوان یک هدف انتخاب کردند.

### نبرد خرمشهر
درودیان از نظر تاریخی، روز سوم آبان‌ماه را به عنوان روز سقوط خرمشهر ذکر می‌کند، اما روز ۲۴ مهر ۱۳۵۹ و نزدیک شدن قوای عراقی به مسجد جامع و سپس پل خرمشهر، روز تغییر موازنه نیروها به نفع عراق روایت می‌کند. بنا به روایت او؛ شمارش معکوس برای سقوط خرمشهر، در روز ۲۴ مهر آغاز و در سوم آبان به پایان رسید. برابر اسناد و گزارش‌های موجود؛ مدافعین خرمشهر با مقاومت و جانفشانی، تا آخرین لحظات با دشمن جنگیدند.